# Wetter-Alarm
Wetter-Alarm ist eine kostenlose Wetter-App mit schweizweitem Unwetterwarndienst. Die Applikation wird von den kantonalen Gebäudeversicherungen bereitgestellt und enthält Wetterdaten von SRF Meteo. Wetter-Alarm wird schweizweit als Instrument der Elementarschadenprävention betrieben.

## Warnsystematik
Wetter-Alarm ist eine kostenlose Dienstleistung für alle Personen, die von Unwettern betroffen sein können, wie Gebäudeeigentümer, Verkehrsteilnehmer, Freizeitsportler. Die rechtzeitige Information über zeitnahe Unwetterlagen soll dazu beitragen, dass Schäden so weit als möglich vermieden werden können.
Das Unwettersystem umfasst sieben Unwetterarten: Gewitter und Hagel, Starkregen, Wind und Sturm, Schnee, Frost, Glätte und Hochwasser.  Die Klassifizierung der Unwettergefahr erfolgt nach einer dreistufigen Skala, in welcher der zuständige Meteorologe, nebst vordefinierten Schwellenwerten, die meteorologische Vorgeschichte und die Jahreszeit in seine Lagebeurteilung einfliessen lässt.
Dabei wird die Schweiz in 172 verschiedene Alarmregionen unterteilt. Die Stufeneinteilung orientiert sich primär am Schadenpotenzial des Unwetters und nicht immer an fixen Schwellenwerte.
|                                      | Warnstufe 1            | Warnstufe 2            | Warnstufe 3              |
| ------------------------------------ | ---------------------- | ---------------------- | ------------------------ |
| Unwetterintensität                   | gering                 | mittel                 | stark                    |
| Warnung bei                          | leichter Schadengefahr | erhöhter Schadengefahr | Gefahr an Leib und Leben |
| Anzahl Warnungen pro Jahr und Region | ca. 40                 | ca. 20                 | ca. 2–3                  |

## Geschichte
Wetter-Alarm wurde ursprünglich als SMS-Unwetterwarndienst von der Gebäudeversicherung Bern im März 2005 ins Leben gerufen. Gemeinsam mit SRF Meteo wurde der Dienst entwickelt und lanciert. Die Gründer wurden 2005 von der Schweizer Assekuranz mit dem Anerkennungspreis ausgezeichnet.
Seit 2011 gibt es Wetter-Alarm als kostenlose Applikation für iOS- und Android-Geräte für die Schweiz. Seit dem Jahr 2016 wird in der Wetter-Alarm App dank der Kooperation mit dem Bundesamt für Umwelt (BAFU) auch vor Hochwasser gewarnt. 
Im Jahr 2017 erhält Wetter-Alarm zwei Preise bei «Best of Swiss Apps»: Eine goldene Auszeichnung für das Nutzererlebnis (UX) sowie eine bronzene Auszeichnung für die Funktionalität der Applikation.
Im Jahr 2020 wurde die Wetter-Alarm iOS App als erste Schweizer Wetter App hinsichtlich Barrierefreiheit komplett überarbeitet und ist nun auch für sehbehinderte Personen vollumfänglich nutzbar.

## Kostenlose Wetter-App für die Schweiz
Wetter-Alarm ist für alle Android- und iOS-Geräte kostenlos erhältlich. Nebst dem Unwetterwarndienst bietet Wetter-Alarm folgende Funktionen:
- Aktuelle Wetterdaten und 6-Tage-Wetterprognosen für alle Ortschaften der Schweiz
- Nationale Prognosekarte
- Unwetterkarte mit den aktuellen Unwetterwarnungen
- Niederschlagsradar mit Vorschau und Rückblick von 48 Stunden
- Blitzradar mit Vorschau und Rückblick von 48 Stunden
- Hochwasserkarte der Schweiz
- Über 450 integrierten Webcams mit Panoramabildern in HD-Qualität
- Präventionstipps für den Schutz vor Hab und Gut bei allfälligen Unwettern
- Integrierte Informationsplattform zum Thema Wetter
- Event-Wetter, damit Veranstalter ihre Besucher vor allfälligen Unwetter warnen können
- Persönliche Wetter-Alarme
- Widgets und Komplikationen für die Apple Watch